# Milano Seamen
Milano Seamen es un equipo de fútbol americano de Milan, que actualmente compite en la Italian Football League la cual ha ganado 3 veces y es el actual campeón.

## Historia

#### Fundación y primero pasos
Los Seamen Milano son fundados por Sergio Galeotti, accionista de "Giorgio Armani S.p.A." 27 de octubre de 1981. Para todos los '80 fueron uno de los equipos italianos más exitosos. En este período recogieron dos participaciones en el Superbowl italiano - en 1987 y 1989 - y obtuvieron un récord global de 68 victorias, 4 empates y 39 derrotas en 111 carreras disputadas. Entre los mejores jugadores, el pintor italiano Luca Bestetti. El equipo se separó en 1990.

#### Renacimiento
El 31 de marzo de 2009, el equipo fue reconstituido por un grupo de exjugadores en la histórica Via Pantano milanesa "Pane e Farina", ex testigo de la primera constitución. El grupo decidió reunirse siguiendo el entusiasmo suscitado en una página de la red social "Facebook".

#### Cambio de la Serie A2
El mismo año, el equipo participa en el campeonato juvenil de flang fútbol FIDAF, con el proyecto de formar un grupo de jugadores jóvenes capaces de llegar a la serie principal. Tras la disolución de los Halcones de Milán, muchos atletas se reúnen en los marineros en noviembre de 2009, lo que acelera el proceso de maduración del equipo azul marino.

#### Regreso en la serie A1
En diciembre de 2010, los Seamen pidieron participar en el campeonato de la serie A1: 
Los Seamen Milano son fundados por Sergio Galeotti, accionista de "Giorgio Armani S.p.A." 27 de octubre de 1981. Para todos los '80 fueron uno de los equipos italianos más exitosos. En este período recogieron dos participaciones en el Superbowl italiano - en 1987 y 1989 - y obtuvieron un récord global de 68 victorias, 4 empates y 39 derrotas en 111 carreras disputadas. Entre los mejores jugadores, el pintor italiano Luca Bestetti. El equipo se separó en 1990.

#### 2013
En 2013, los Seamen participan en el campeonato IFL que llegó inesperadamente al Superbowl italiano, perdieron 28 - 51 contra los Panthers.

#### Títulos
La temporada 2014 ve la llegada de talentosos jugadores, principalmente de los primos Rhinos Milano.
La temporada regular comienza con la derrota sufrida en el Kickoff Classic contra los Panthers de Parma.
Después de ese juego, los Seamen hacen sonar una serie de 11 victorias consecutivas que los llevan de vuelta al Superbowl. El 6 de julio de 2014 en el Stadio Paolo Mazza en Ferrara (exactamente un año después de la final perdida contra Parma) los Seamen derrotaron a los cuatro veces campeones italianos en el cargo, imponiéndose con el resultado de 3-33 y ganando el primer campeonato de su historia.
Este título lo defendería al año siguiente al vencer por 24-14 a los Parma Panthers y en 2017 vencieron a sus vencinos Los Rhinos por 37-29.

## Palmarés
IFL 3: 2014-2015-2016